# Ministero dell'agricoltura, della sovranità alimentare e delle foreste
Il Ministero dell'agricoltura, della sovranità alimentare e delle foreste (MASAF) è un dicastero del governo italiano. È preposto all'elaborazione e al coordinamento delle linee politiche agricole, forestali, agroalimentari nonché per l'ippica, la pesca a livello nazionale, europeo e internazionale, rappresentando l'Italia in seno all'Unione europea per le materie di competenza.
L'attuale ministro è Francesco Lollobrigida, in carica dal 22 ottobre 2022.

## Storia
Il Ministero preposto all'ambito agricolo venne creato da Camillo Benso, conte di Cavour durante il suo terzo governo del Regno di Sardegna del 1860, per così trasferirlo nel primo governo del Regno d'Italia del 1861, affidato a Giuseppe Natoli e con l'identica denominazione di Ministero dell'agricoltura, dell'industria e del commercio.
Nel 1916, per scorporo dal predetto ministero, da parte del governo Boselli fu costituito il Ministero dell'agricoltura: il dicastero era concepito e organizzato per far fronte alle esigenze di rifornimento annonario legate alla prima guerra mondiale. Nel 1923 fu assorbito nell'istituendo Ministero dell'economia nazionale, che accorpava il Ministero dell'industria e del commercio e il Ministero del lavoro e della previdenza sociale da parte del governo Mussolini.
Il ministero riprese le vecchie funzioni nel 1929, sempre col governo Mussolini, con la denominazione di Ministero dell'agricoltura e delle foreste, denominazione che avrebbe mantenuto anche in seguito alla nascita della Repubblica; le competenze in materia di industria e commercio furono invece trasfuse in un ulteriore ministero, il Ministero dell'industria e del commercio (oggi Ministero dello sviluppo economico).
Con l'attuazione delle regioni, prevista nella costituzione repubblicana e avvenuta nel 1970, molte funzioni del ministero furono trasferite ai suddetti enti locali (quale, a titolo d'esempio, la tutela di alcune tra le aree naturali protette, divenute parchi regionali).
A seguito dell'esito favorevole di un referendum del 1993, che ne abrogava la legge d'istituzione, il ministero subì un'ulteriore diminuzione delle sue competenze, e di conseguenza vari cambi di denominazione:
- Ministero per il coordinamento delle politiche agricole, alimentari e forestali (dal 5 agosto 1993);
- Ministero delle risorse agricole, alimentari e forestali (dal 5 dicembre 1993, ex legge n. 491/1993, recante Riordinamento delle competenze regionali e statali in materia agricola e forestale, durante il governo Ciampi);
- Ministero delle politiche agricole (dal 5 giugno 1997, ex d.lgs. n. 143/1997);
- Ministero delle politiche agricole e forestali (MIPAF, dal 14 settembre 1999, ex d.lgs. n. 300/1999, cosiddetta riforma Bassanini);
- Ministero delle politiche agricole alimentari e forestali (Mipaaf, dal 17 maggio 2006, con il governo Prodi II).

La riforma Bassanini limitò le competenze del Ministero all'ambito agricolo, alimentare, ma soprattutto di rappresentanza degli interessi unitari dell'Italia in seno all'Unione europea, al fine di evitare la perdita dei fondi della PAC, la Politica agricola comune. Venne, quindi, sottoposto a riforma organizzativa nel 2005.
La riforma Madìa soppresse dal 1º gennaio 2017 il Corpo forestale dello Stato (vedi sotto), che fino a quella data era inquadrato tra le strutture operative del Mipaaf, lasciando a quest'ultimo soltanto alcune funzioni amministrative in materia forestale assegnate in pari data alla neoistituita Direzione generale delle foreste (vedi sotto).
Il decreto-legge 12 luglio 2018, n. 86 trasferì al ministero anche le funzioni in materia di turismo, che dal 2013 erano esercitate dal Ministero per i beni e le attività culturali. Il trasferimento, deciso dal governo Conte I, era volto a "favorire una politica integrata di valorizzazione del Made in Italy e di promozione coerente e sostenibile del Sistema Italia". Con una nota di agosto 2018 il ministero comunicò a operatori e organi di controllo che la sigla utilizzata dovesse cambiare da MIPAAF a MIPAAFT.
Alla nascita del governo Conte II, il 5 settembre 2019, il Presidente del Consiglio Giuseppe Conte stabilì che la competenza in materia di turismo venisse riassorbita dal Ministero per i beni e le attività culturali. Il trasferimento delle funzioni è avvenuto con il decreto-legge 21 settembre 2019, n. 104; conseguentemente il ministero ha riassunto l'acronimo MIPAAF.
Con la nascita del governo Meloni, il dicastero è stato ribattezzato Ministero dell'agricoltura, della sovranità alimentare e delle foreste (MASAF).

## Descrizione

### Funzioni
Il Ministero si occupa della politica agricola, fermo restando le competenze delle Regioni e delle Province autonome, dell'agroalimentare, della pesca, dell'acquacoltura, delle foreste, dei boschi vetusti, degli alberi monumentali, della fauna, dell'ippica, delle frodi alimentari, della sicurezza alimentare, delle funzioni e dei compiti statali spettanti in materia di agricoltura e foreste, caccia, alimentazione, pesca, produzione e prima trasformazione dei prodotti agricoli, come definiti dal paragrafo 1 dell'art. 32 del trattato che istituisce la Comunità europea, come modificato dal trattato di Amsterdam, ratificato con legge 16 giugno 1998, n. 209, nonché dalla vigente normativa comunitaria e nazionale. In particolare ha il compito specifico di rappresentare l'Italia nell'ambito della Commissione europea e del Parlamento europeo per la contrattazione della politica agricola comunitaria.

### Organizzazione
Il Ministero è stato riorganizzato con Decreto del presidente della Repubblica 22 luglio 2009, n. 129, recante Regolamento recante riorganizzazione del Ministero delle politiche agricole alimentari e forestali, a norma dell'articolo 74 del decreto-legge 25 giugno 2008, n. 112, convertito, con modificazioni, dalla legge 6 agosto 2008, n. 133., in GURI n. 207 del 7 settembre 2009, in uffici a diretta collaborazione del ministro, e in tre dipartimenti.
Dipendono direttamente dal ministro le seguenti strutture di staff:
- segreteria particolare del ministro
- servizio di controllo interno
- ufficio di gabinetto
- ufficio del portavoce del ministro
- segreteria tecnica del ministro
- ufficio legislativo
- ufficio rapporti internazionali
- consigliere diplomatico
- ufficio studi
- ufficio stampa

Sono organi strutturati nell'amministrazione ministeriale i seguenti uffici:
- il Dipartimento delle politiche competitive della qualità agroalimentare, della pesca e dell'ippica (DIQPAI), che si articola in tre direzioni generali:
  - Direzione generale per la promozione della qualità agroalimentare e dell'ippica (PQAI)
  - Direzione generale della pesca marittima e dell'acquacoltura (PEMAC)
  - Direzione generale del personale e degli affari generali (AGRET)
- Il Dipartimento delle politiche europee, internazionali e dello sviluppo rurale (DIPEISR), suddiviso in tre direzioni generali:
  - Direzione generale dello sviluppo rurale (DISR)
  - Direzione generale delle politiche internazionali ed europee (PIUE)
  - Direzione generale delle foreste (DIFOR)
- il Dipartimento dell'Ispettorato centrale della tutela della qualità e della repressione frodi dei prodotti agro-alimentari (ICQRF), composto da due direzioni generali: 
  - Direzione generale della vigilanza per la qualità e la tutela del consumatore (VICO)
  - Direzione generale della prevenzione e repressione frodi (PREF)

### Organi consultivi
Sono organi consultivi del Ministero:
- il Consiglio nazionale dell'agricoltura, dell'alimentazione e della pesca, quale organo tecnico consultivo del ministro che ha il compito di svolgere attività di alta consulenza, di studio e ricerca.
- il Comitato nazionale italiano per il collegamento tra il Governo italiano e l'Organizzazione delle Nazioni Unite per l'alimentazione e l'agricoltura, che svolge le funzioni e i compiti previsti dal D. Lgs. 7 maggio 1948, n. 1182, compresi quelli di studio e predisposizione di programmi agroalimentari a supporto dell'attività della FAO.

#### Ex Corpo forestale dello Stato

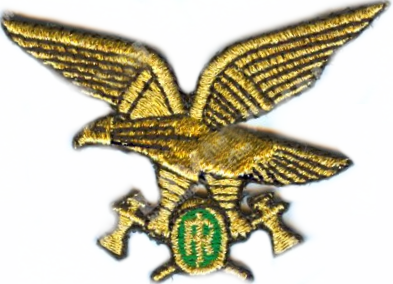
Stemma del Corpo forestale dello Stato

Alle dipendenze funzionali del Ministero delle politiche agricole alimentari e forestali, con organico distinto e dipendenza autonoma, operava il Corpo forestale dello Stato, forza di polizia statale a ordinamento civile specializzata nella tutela dell'ambiente, nella  protezione delle foreste, nella salvaguardia del paesaggio, nella conservazione della biodiversità animale e vegetale, nell'educazione ambientale e nella lotta attiva agli incendi boschivi, con mezzi aerei e Direttori delle Operazioni di Spegnimento (DOS). Gestiva altresì 130 Riserve naturali statali e diverse aziende sperimentali per un totale di oltre 130.000 ettari di demanio forestale e provvedeva alla sorveglianza dei 22 Parchi nazionali italiani, collaborando con gli Enti Parco nei censimenti e nel recupero della fauna selvatica e nelle varie attività tecniche ed educative.
Il Corpo forestale dello Stato è stato soppresso il 31 dicembre 2016 in applicazione della riforma Madia, dopo 194 anni di attività al servizio del Paese, delle sue istituzioni e dei suoi cittadini. Le sue competenze istituzionali e le sue risorse umane (8.500 unità tra agenti, assistenti, sovrintendenti, ispettori, operatori, revisori, periti, commissari e dirigenti + 1.500 operai forestali) sono state suddivise tra cinque corpi ed enti dello Stato.
In particolare, dal gennaio 2017 le maggiori funzioni e risorse del disciolto Corpo forestale dello Stato sono state assegnate al nuovo Comando unità per la tutela forestale, ambientale e agroalimentare (CUFA) istituito in seno all'Arma dei Carabinieri, mentre altre importanti funzioni sono state attribuite ai Vigili del fuoco (Anti incendio boschivo), alla Polizia di Stato (ordine pubblico - concorso), alla Guardia di finanza (soccorso alpino, polizia di mare - concorso) e alla nuova Direzione generale delle foreste (DIFOR) istituita presso il Masaf (per l'esercizio delle seguenti funzioni: politiche forestali nazionali, rappresentanza interessi forestali italiani presso l'UE e l'ONU, alberi monumentali, boschi vetusti, boschi da seme, vivai forestali, CITES, EUTR- FLEGT, filiere forestali dei prodotti del bosco, legnosi e non legnosi, ed economia montana).
Il Comando carabinieri per la tutela agroalimentare, nato nel febbraio 2018  per riconfigurazione del Comando carabinieri politiche agricole e alimentari, segue le direttive del Ministero, ai sensi del D.M. 2 dicembre 1997, sotto cui è posto in dipendenza funzionale, è retto da un generale di brigata, è inquadrato presso il CUFA e ha cinque sede periferiche.
Il Comando carabinieri per la tutela forestale è invece l'unità di riferimento per il settore Forestale.

### Reparto pesca marittima della Capitaneria di porto
Il dicastero per i suoi compiti si avvale anche del reparto pesca marittima del Corpo delle capitanerie di porto quale organo specializzato istituito presso il ministero ai sensi dell'art. 4 del D. Lgs. 27 maggio 2005, n. 100; dipende funzionalmente dal ministro delle politiche agricole, ma gerarchicamente dal Ministero delle infrastrutture e dei trasporti, ed esercita funzioni di supporto alle attività di vigilanza e controllo della pesca marittima e dell'acquacoltura e delle relative filiere.

## Canale TV
il Masaf è proprietario del canale TV nazionale EQU tv che è appunto tematico e dedicato all'ippica.

## Enti collegati

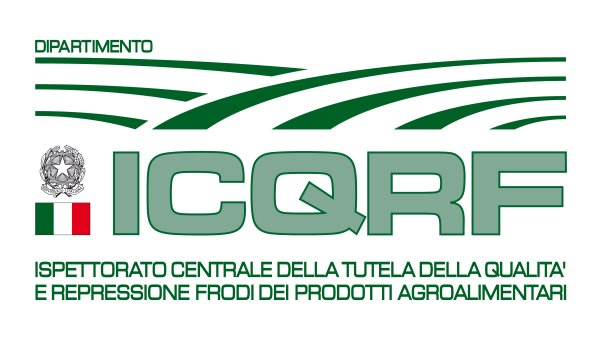
Logo dell'ICQRF

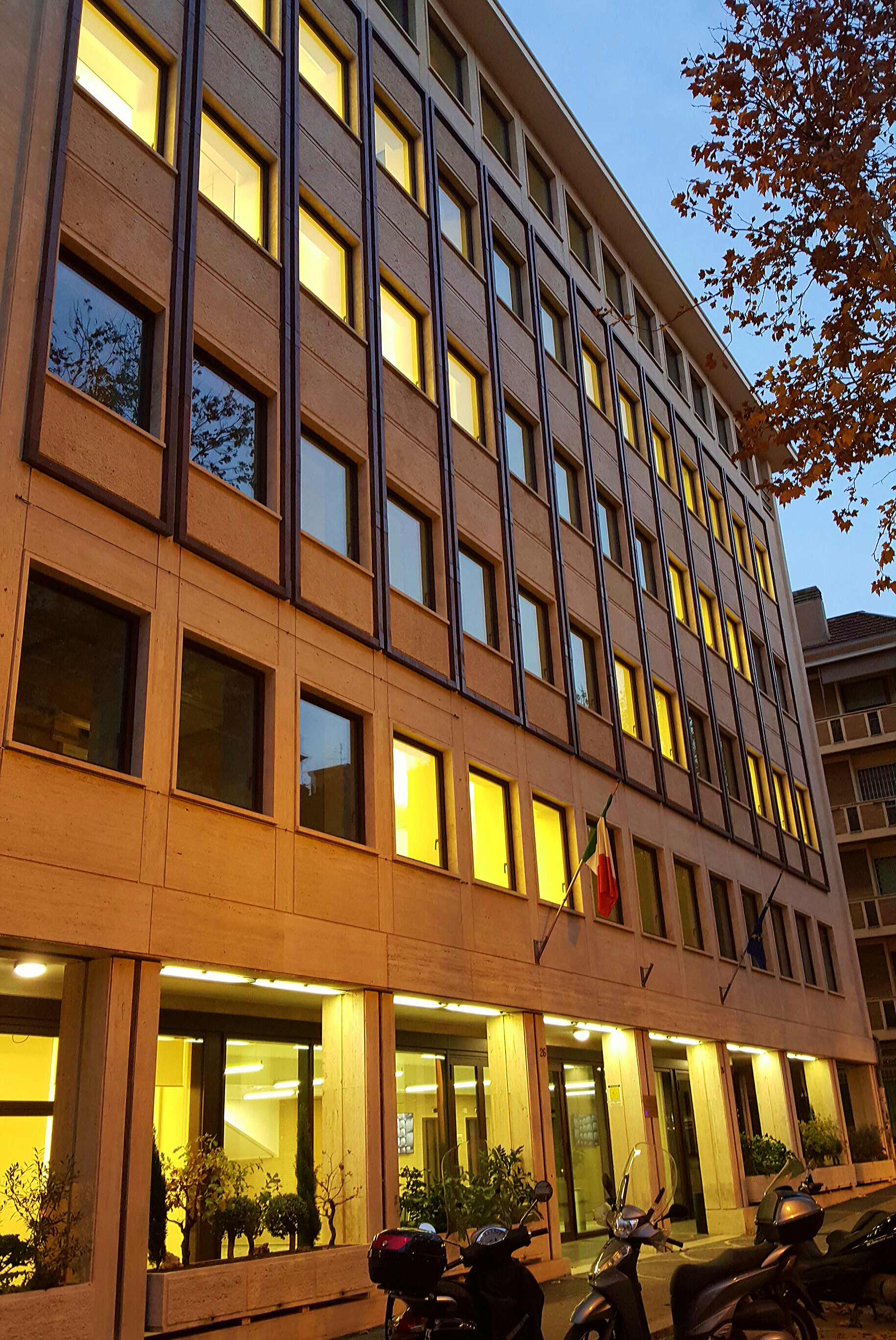
Sede ISMEA a Roma, viale Liegi 26

- l'Agenzia per le erogazioni in agricoltura - AGEA
- il Consiglio per la ricerca in agricoltura e l'analisi dell'economia agraria - CREA
- l'Istituto di servizi per mercato agricolo alimentare - ISMEA